# Auer (preußisches Adelsgeschlecht)

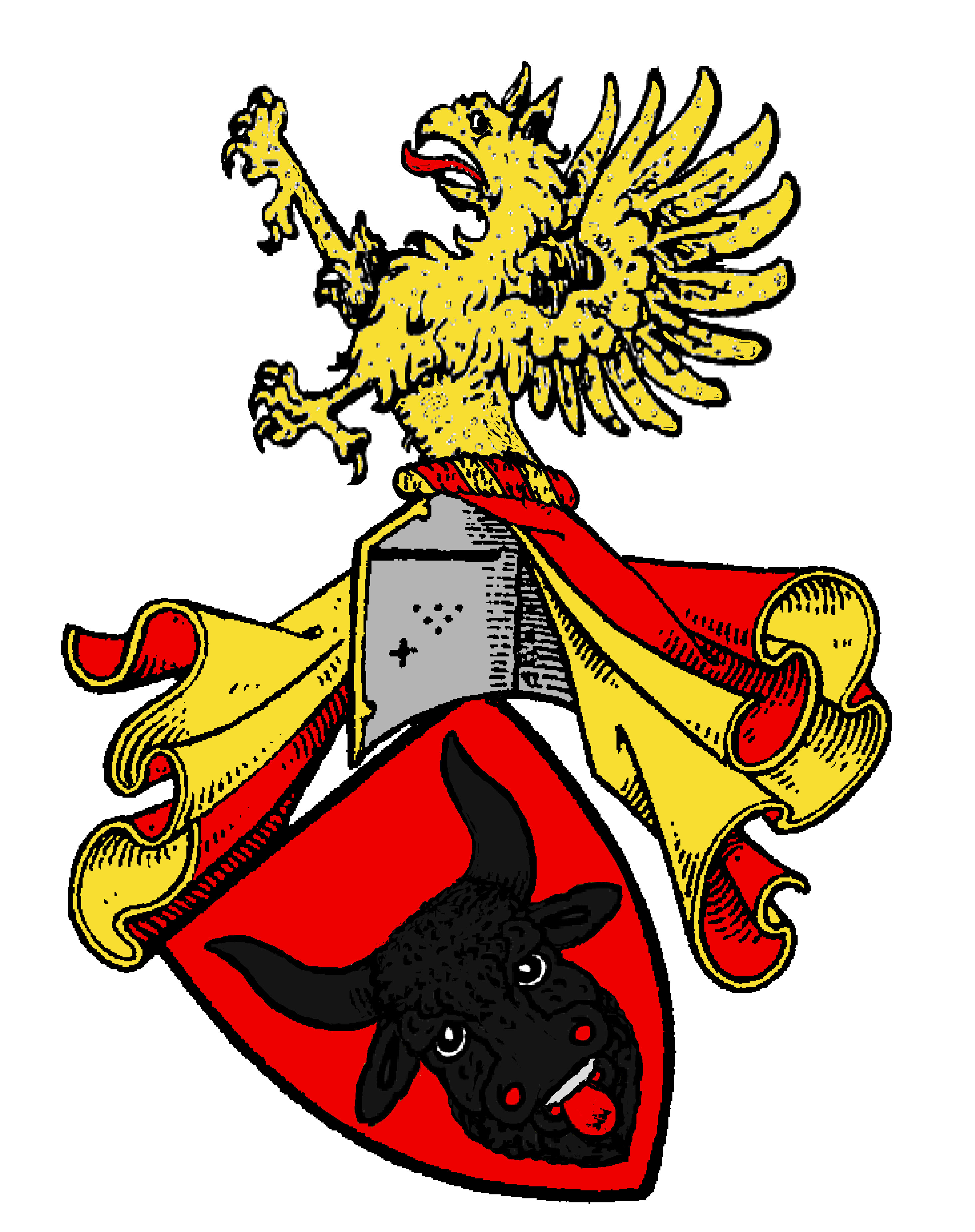
Wappen derer von Auer

Auer ist der Name eines ursprünglich aus Bayern stammenden Adelsgeschlechts, das in Preußen zu einigem Ansehen gelangte.

## Geschichte
Die Familie ist von mehreren vor allem bayerischen gleichnamigen Familien, zu denen keine Stammverwandtschaft besteht zu unterscheiden.
Mit Albert von Auer (1307) und Georg von Auer (1478) stellte die Familie je einen Komtur in Ragnit. Johann von Auer war von 1469 bis 1486 Großprior des Johanniterordens im Reich und Christoph von Auer war 1502 Pfleger des Deutschen Ordens auf Sehesten in Preußen, danach Landkomtur der Balley Österreich.

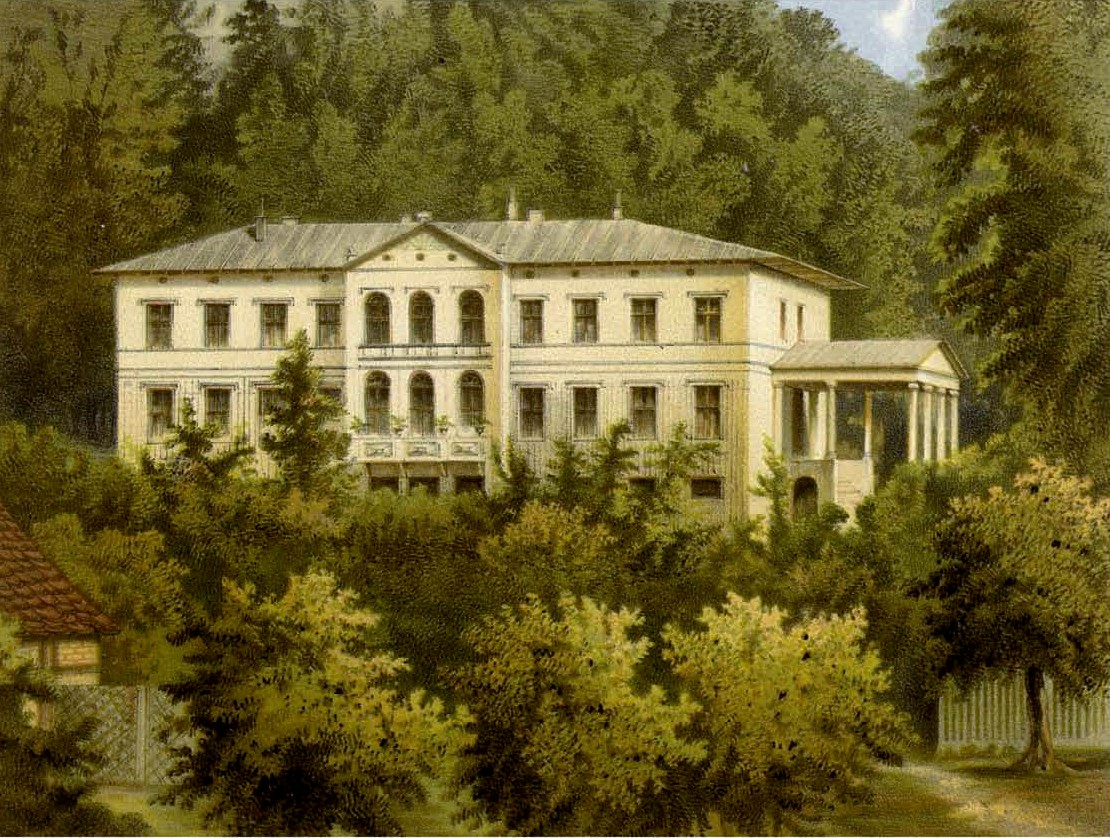
Rittergut Fuchsberg um 1873/74, Sammlung Alexander Duncker

1512 siedelte sich das Geschlechte mit dem Ordenssöldner und nachmaligen Hauskomtur zu Balga, Claus von Auer, urkundlich genannt in den Jahren 1519 bis 1521, bei Heiligenbeil an. Seine Nachfahren waren vor allem im Samland ansässig, wo sie unter anderem Ober Alkehnen, Damerau, Fuchsberg, Gaffken, Galtgarben, Goldschmiede, Nöpkeim, Regitten, Taplacken, Thierenberg, Warglitten, Wernershof sowie etliche andere Güter besaßen und zu den Edelleuten mit dem umfangreichsten Grundbesitz zählten. U. a. führte die Familie mit Goldschmiede ein langjähriges Familienfideikommiss und späteres Allodgut bis 1945.
Die Familie besteht gegenwärtig fort.

## Bekannte Familienmitglieder
- Jonas Casimir von Auer (1658–1721), preußischer Oberst und Regimentschef
  - Christoph Albrecht von Auer (1710–1794), preußischer Kammerpräsident und Finanzrat[3]
    - Johann Kasimir von Auer (1736–1809), preußischer Generalmajor und Chef des Dragonerregiments Nr. 6
      - Ludwig Kasimir von Auer (1788–1837), preußischer Generalmajor
        - Kuno von Auer (1818–1895), preußischer Generalmajor
          - Wilhelm von Auer (1864–1918), preußischer Generalmajor, Kommandeur der 103. Infanterie-Division

        - Agnes von Auer (1822–1902), Schriftstellerin und Stiftsdame

    - Carl Albrecht Wilhelm von Auer (1748–1830), preußischer Kriegs- und Domänenrat, Akzisedirektor[3]
- Ernst Christoph Friedrich von Auer (1763–1799), preußischer Kriegs- und Domänenrat

## Wappen

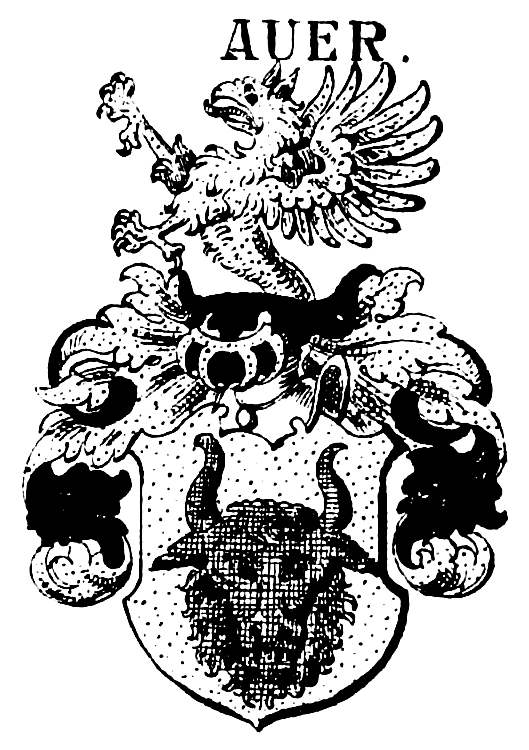
Wappen derer von Auer in J. Siebmacher's grosses und allgemeines Wappenbuch

Das Stammwappen zeigt Rot den vorwärtgekehrten Kopf eines (goldbewehrten) schwarzen Auerochsen. Auf dem Helm mit rot-goldenen Decken ein wachsender goldener Greif.